# Romulus Resiga
Romulus Resiga (n. 14 mai 1935, Deva, județul Hunedoara) a fost un opozant al regimului comunist.

## Biografie
Romulus Resiga s-a născut la 14 mai 1935 în orașul Deva, județul Hunedoara. După absolvirea liceului s-a înscris la Facultatea de Filozofie, Secția de Ziaristică a Universității din București. A participat, când era student în anul I, la organizarea mișcărilor revendicative ale studenților din București în 1956 (vezi Mișcările studențești din București din 1956). Împreună cu Dumitru Arvat, Alexandru Bulai, Ioan Zane și Aurel Lupu a constituit "Comitetul Național Român" cu intenția de a redacta și difuza manifeste cu caracter anticomunist. A fost arestat la 11 decembrie 1957 fiind anchetat de locotenent major Nicolae Trandafir, locotenent major Alexandru Iordan și locotenentul major Ilie Iliescu. A fost judecat în lotul "Bulai" fiind condamnat prin sentința Nr. 585 din 24 iunie 1958 a Tribunalului Militar București la 16 ani de muncă silnică.
A fost eliberat, în baza decretului de grațiere Nr. 310/1964, la 22 iunie 1964. Nu și-a terminat studiile universitare și s-a angajat ca normator la o întreprindere din Reșița, județul Caraș-Severin. 